# Aziatische Tijgers

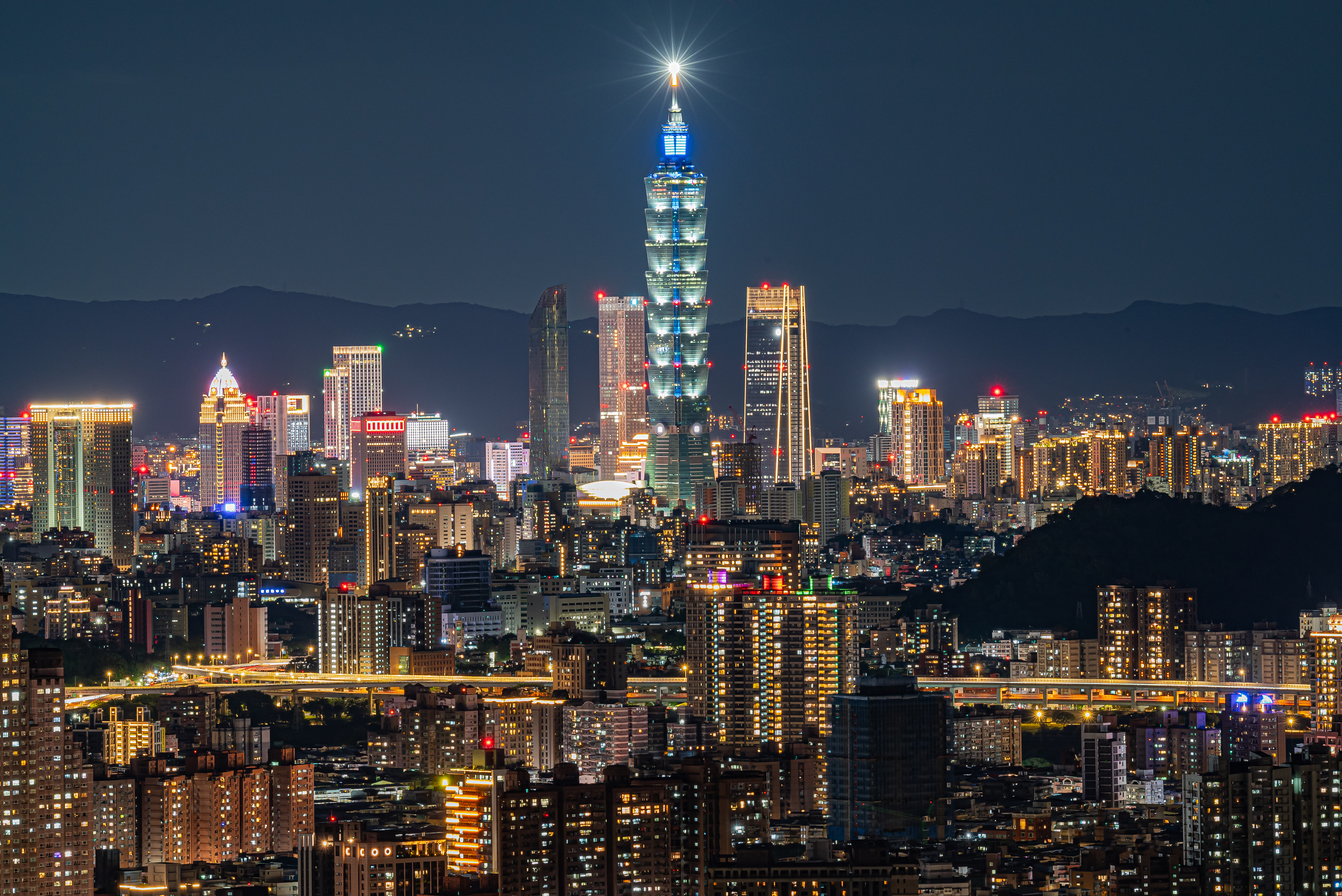
Taipei, Taiwan.

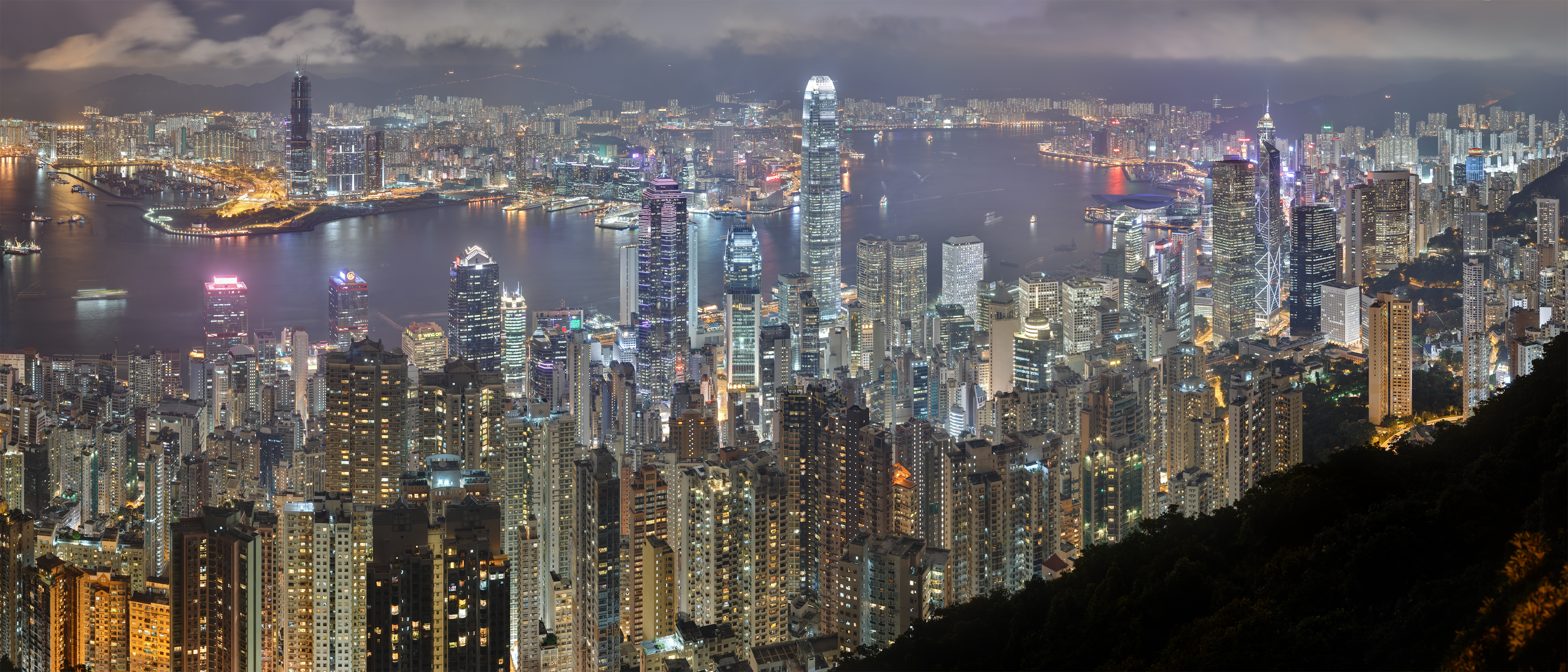
Hongkong

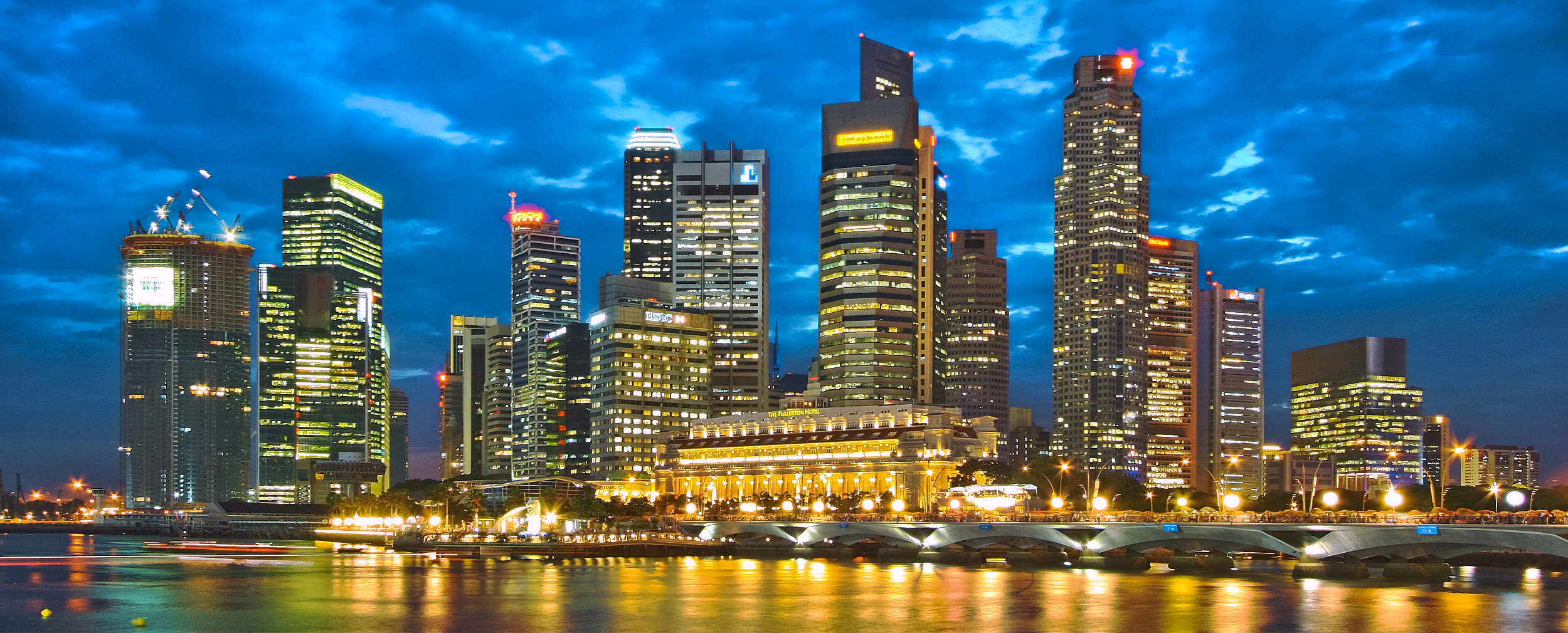
Singapore

De Aziatische Tijgers was een bijnaam die gegeven werd aan drie landen in Azië: Singapore, Zuid-Korea en Taiwan, en de Speciale Bestuurlijke Regio Hongkong (China). Dit vanwege van hun snelle economische ontwikkeling in de jaren '80 en '90. In 1998 kwam hier een eind aan.

## Taiwan
Taiwan, ofwel het kleine stukje overgebleven nationalistisch China van de Kwomintang, hield het langste stand.
De laatste dertig jaar kon Taiwan reële economische groeicijfers voorleggen van gemiddeld 8%. Taiwan evolueerde van een agrarisch land tot een moderne economie, die zelf actief investeerde in onder andere Thailand, Volksrepubliek China, Indonesië, Vietnam, Maleisië en de Filipijnen.
Zelfs met de economische crisis na 2000 blijft de economie groeien met zo'n 5%. De nadruk blijft nog altijd liggen op arbeidsintensieve, hoogstaande technologische producten zoals de microtechnologie. In 2003 bedroeg de groei echter slechts 3,2%.

## Hongkong
Het andere kleine deel van China, Hongkong (officieel: Speciale Bestuurlijke Regio Hongkong van de Volksrepubliek China) kon zich minder goed staande houden. In 1997 eindigde het huurcontract van 99 jaar en werd het door het Verenigd Koninkrijk weer overgedragen aan de  Volksrepubliek China. Toch heeft de Volksrepubliek geprobeerd om het mekka van het Aziatische kapitalisme te incorporeren in haar communistische politiek.
In de periode van 1989 tot 1997 groeide de economie nog met een dikke 5% per jaar. De Aziatische financiële crisis van 1997 en de algemene economische crisis na de Terroristische aanslagen op 11 september 2001 troffen de economie hard. In 1999 groeide het bnp met slechts 3,2% en in 2002 was dat nog maar 2,3%. In 2003 lijkt de economie aan de beterende hand, met zo'n 3,3%.
De nadruk ligt op onder andere kleding (vaak namaak), elektronica, uurwerken, plastic speelgoed en bankverrichtingen.

## Singapore
Singapore is in hoge mate afhankelijk van zijn export. Het bruto nationaal product (bnp) steeg in 2003 maar met 1%.

## Zuid-Korea
De economische groei van Zuid-Korea is goed op te meten door vergelijking met het buurland Noord-Korea. Direct na de Koreaanse Oorlog hadden beide landen ongeveer hetzelfde bnp, maar tegenwoordig is dat van Zuid-Korea 18 maal zo hoog als dat van het noorden.
Zuid-Korea doorstond de Aziatische financiële crisis goed, en zakte maar tot een groei van 6,6% in 1998. In 1999 herstelde het met een groei van het bnp van 10,8% en een jaar later 9,2%.
De algemene malaise na 11 september 2001 doorstond Zuid-Korea minder goed. De groei viel terug tot 3,3% in 2001, om daarna te beginnen jojoën: in 2002 was het nog 6,2%, in 2003 2,8%.

## Trivia
Naar analogie met de snelle opmars van de Aziatische Tijgers werd Ierland door zijn economische groei in de jaren '90 wel de Keltische Tijger genoemd.

## Naslagwerken
- (en)   Stiglitz, Joseph E. Some lessons from the East Asian Miracle, gepubliceerd in The World Bank Research Observer, vol. 11, no. 2, Augustus 1996.
- (en)  Vogel, Ezra F. The Four Little Dragons: The Spread of Industrialization in East Asia, Harvard University Press, 1991.